# Diocesi di Calgary
La diocesi di Calgary (in latino Dioecesis Calgariensis) è una sede della Chiesa cattolica in Canada suffraganea dell'arcidiocesi di Edmonton. Nel 2023 contava 630.160 battezzati su 1.710.800 abitanti. È retta dal vescovo William Terrence McGrattan.

## Territorio
La diocesi occupa la parte più meridionale della provincia dell'Alberta, nel Canada.
Sede vescovile è la città di Calgary, dove si trova la cattedrale di Santa Maria.
Il territorio si estende su 110.500 km² ed è suddiviso in 68 parrocchie.

## Storia
La diocesi è stata eretta il 30 novembre 1912, ricavandone il territorio dalla diocesi di Saint Albert, che contestualmente è stata elevata al rango di arcidiocesi metropolitana con il nome di arcidiocesi di Edmonton.

## Cronotassi dei vescovi
Si omettono i periodi di sede vacante non superiori ai 2 anni o non storicamente accertati.
- John Thomas McNally † (4 aprile 1913 - 12 agosto 1924 nominato vescovo di Hamilton)
- John Thomas Kidd † (6 febbraio 1925 - 3 luglio 1931 nominato vescovo di London)
- Peter Joseph Monahan † (10 giugno 1932 - 26 giugno 1935 nominato arcivescovo di Regina)
- Francis Patrick Carroll † (19 dicembre 1935 - 28 dicembre 1966 ritirato[1])
- Francis Joseph Klein † (25 febbraio 1967 - 3 febbraio 1968 deceduto)
- Paul John O'Byrne † (20 giugno 1968 - 19 gennaio 1998 dimesso)
- Frederick Bernard Henry, C.S.B. † (19 gennaio 1998 - 4 gennaio 2017 dimesso)
- William Terrence McGrattan, dal 4 gennaio 2017

## Statistiche
La diocesi nel 2023 su una popolazione di 1.710.800 persone contava 630.160 battezzati, corrispondenti al 36,8% del totale.
| anno | popolazione | popolazione | popolazione | presbiteri | presbiteri | presbiteri | presbiteri                | diaconi | religiosi | religiosi | parrocchie |
| anno | battezzati  | totale      | %           | numero     | secolari   | regolari   | battezzati per presbitero | diaconi | uomini    | donne     | parrocchie |
| ---- | ----------- | ----------- | ----------- | ---------- | ---------- | ---------- | ------------------------- | ------- | --------- | --------- | ---------- |
| 1950 | 47.000      | 245.000     | 19,2        | 99         | 64         | 35         | 474                       |         | 43        | 265       | 51         |
| 1959 | 74.000      | 480.000     | 15,4        | 130        | 85         | 45         | 569                       |         | 68        | 285       | 62         |
| 1966 | 109.000     | 550.000     | 19,8        | 155        | 94         | 61         | 703                       |         | 84        | 302       | 75         |
| 1970 | 112.000     | ?           | ?           | 147        | 86         | 61         | 761                       |         | 80        | 198       | 63         |
| 1976 | 147.258     | 770.000     | 19,1        | 152        | 86         | 66         | 968                       | 1       | 77        | 178       | 75         |
| 1980 | 179.000     | 974.000     | 18,4        | 152        | 90         | 62         | 1.177                     | 1       | 72        | 163       | 78         |
| 1990 | 310.299     | 1.048.000   | 29,6        | 147        | 86         | 61         | 2.110                     | 1       | 75        | 137       | 78         |
| 1999 | 339.241     | 1.129.000   | 30,0        | 137        | 83         | 54         | 2.476                     |         | 66        | 154       | 75         |
| 2000 | 345.000     | 1.000.000   | 34,5        | 132        | 85         | 47         | 2.613                     | 5       | 60        | 128       | 73         |
| 2001 | 400.000     | 1.000.000   | 40,0        | 129        | 80         | 49         | 3.100                     | 4       | 61        | 124       | 71         |
| 2002 | 424.215     | 1.000.000   | 42,4        | 125        | 79         | 46         | 3.393                     | 7       | 58        | 122       | 78         |
| 2003 | 400.000     | 1.000.000   | 40,0        | 125        | 83         | 42         | 3.200                     | 17      | 52        | 113       | 71         |
| 2004 | 400.000     | 1.000.000   | 40,0        | 123        | 81         | 42         | 3.252                     | 18      | 52        | 104       | 68         |
| 2006 | 427.200     | 1.048.617   | 40,7        | 125        | 87         | 38         | 3.417                     | 30      | 48        | 110       | 68         |
| 2013 | 534.000     | 1.174.000   | 45,5        | 144        | 104        | 40         | 3.708                     | 46      | 52        | 91        | 68         |
| 2016 | 546.400     | 1.208.121   | 45,2        | 168        | 131        | 37         | 3.252                     | 45      | 50        | 78        | 67         |
| 2019 | 515.000     | 1.240.350   | 41,5        | 112        | 112        |            | 4.598                     | 48      |           | 74        | 68         |
| 2021 | 526.360     | 1.685.350   | 31,2        | 150        | 107        | 43         | 3.509                     | 46      | 43        | 65        | 68         |
| 2023 | 630.160     | 1.710.800   | 36,8        | 146        | 103        | 43         | 4.316                     | 47      | 44        | 54        | 68         |